# Groupement I/5 de Gendarmerie mobile
Le groupement I/5 (GGM I/5) est un groupement de Gendarmerie mobile française implanté à Sathonay-Camp (Rhône) et appartenant à la région de Gendarmerie de Lyon. Il comporte 8 escadrons d'Auvergne-Rhône-Alpes.
À la suite de la dissolution du groupement  III/5 en octobre 2011, 4 de ses escadrons sont placés sous le commandement du GGM I/5.

## Implantation des unités
| \| 250 km1:16 901 000 Groupement Escadron(s) \| |
| 250 km1:16 901 000 Groupement Escadron(s)       |

- Métropole de Lyon (69)
  - EGM 11/5 à Sathonay-Camp
  - EGM 12/5 à Sathonay-Camp
  - EGM 13/5 à Sathonay-Camp
- Ardèche (07)
  -  EGM 14/5 à Bourg-Saint-Andéol
- Loire (42)
  - EGM 19/5 à Roanne
- Puy-de-Dôme (63)
  - EGM 16/5 à Clermont-Ferrand
- Allier (03)
  - EGM 17/5 à Moulins
- Cantal (15)
  - EGM 18/5 à Aurillac

## Transferts vers legroupement II/5
- EGM 13/5 de Bourgoin-Jallieu est maintenant l'EGM 25/5
- EGM 15/5 de Belley est maintenant l'EGM 26/5.